# Coșereni
Coșereni is een Roemeense gemeente in het district Ialomița.
Coșereni telt 4499 inwoners.